# Gemarkung Wüstenselbitz

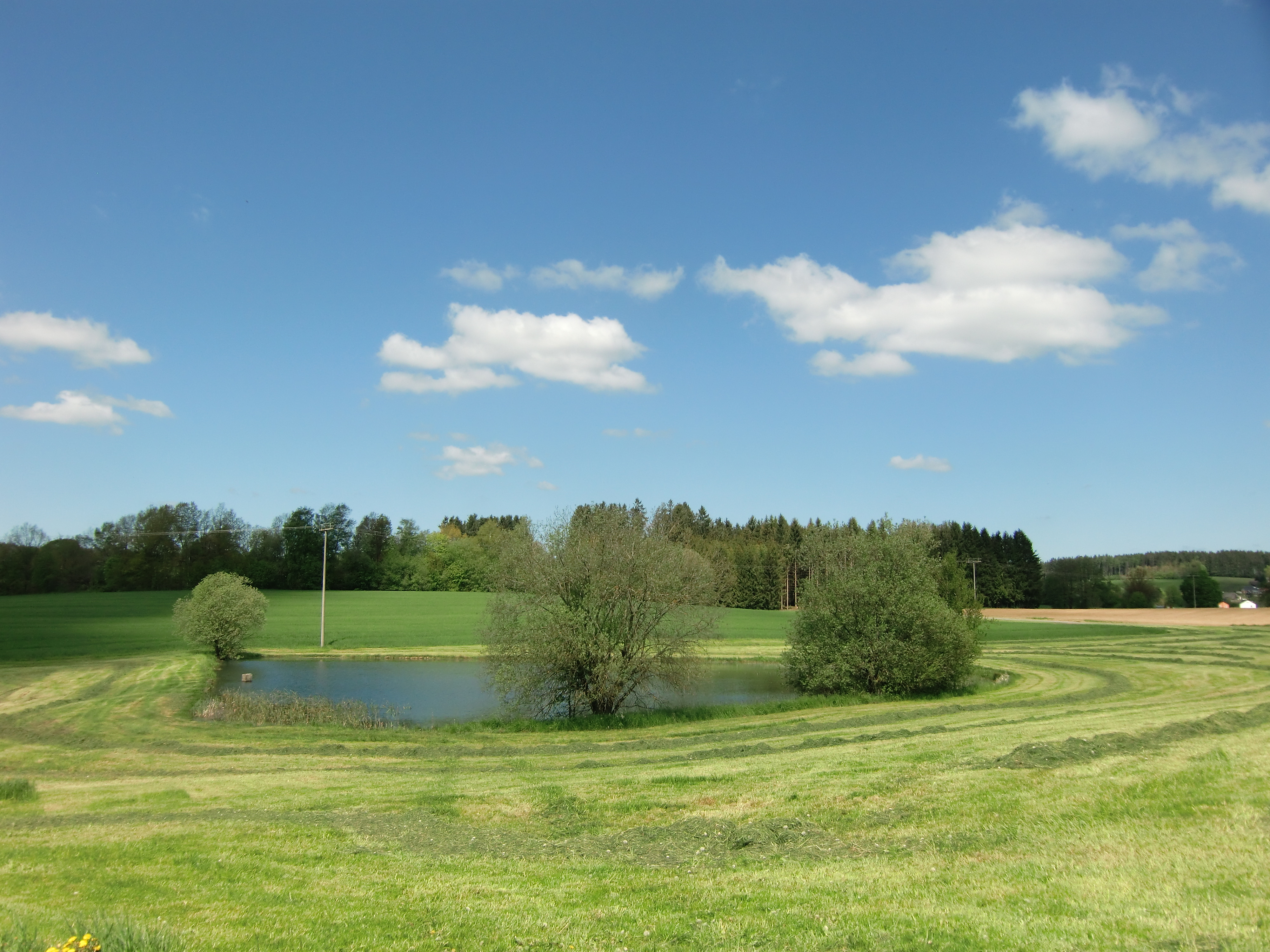
Im Nordosten der Gemarkung

Die Gemarkung Wüstenselbitz liegt vollständig auf dem Gemeindegebiet der Stadt Helmbrechts im Landkreis Hof (Oberfranken, Bayern).

## Geografie
Die Gemarkung hat eine Fläche von 11,399 km² und ist in 1932 Flurstücke aufgeteilt, die eine durchschnittliche Fläche von 5900,28 m² haben. In ihr liegen die Gemeindeteile Burkersreuth, Dreschersreuth, Geigersmühle, Hohberg, Ottengrün, Ottengrünereinzel, Rappetenreuth und Wüstenselbitz.

### Benachbarte Gemarkungen
Die Nachbargemarkungen sind:
| - Gemarkung Helmbrechts - Gemarkung Hohenberg - Gemarkung Meierhof bei Münchberg | - Gemarkung Oberweißenbach - Gemarkung Poppenreuth - Gemarkung Rappetenreuth |